# Todirostrum cinereum
Todirostrum cinereum là một loài chim sẻ rất nhỏ trong họ đớp ruồi bạo chúa. Nó sinh sản từ phía nam México đến tây bắc Peru, đông Bolivia và nam Brazil.
Loài này có đầu to, thân dài 9,1-10,2 cm, cân nặng 6,5-6,8 gram với cái mỏ đen và thẳng. Trên đầu màu đen chuyển sang màu xám đen trên sau gáy và bóng tối trên phần còn lại của trên lưng màu ô liu xanh. Đuôi thường vểnh lên là màu đen các chóp đuôi màu trắng, và cánh đen với hai thanh cánh màu vàng và màu vàng viền lông. Các phần dưới hoàn toàn màu vàng. Con trống và con mái có màu lông tương tự, nhưng chim non có một cái đầu xám hơn ở trên, các mảng da bò trên cánh, và dưới nhạt màu hơn.
Loài chim này bay vờn trên đám cây và bắt những động vật Chân khớp trong đám cây. 
Nó sinh sản ở độ cao lên đến 1150 mét, có nơi lên đến 1500 mét. Cả hai con chim trống và chim mái xây tổ hình cái túi với một lối vào bên được giấu kín, tổ thường được treo từ một nhánh cây nhỏ hoặc cây leo cao 1-5 mét bên trên một cây, mặc dù đôi khi nó có thể đi lcao đến 30 mét. Chim mái ấp trứng trong 15-16 thì nở.